# Ибадан
Иба́дан (англ. Ibadan, йоруба Ìbàdàn) — город на юго-западе Нигерии. Административный центр штата Ойо. На момент обретения Нигерией независимости в 1960 году Ибадан был крупнейшим и наиболее густонаселенным городом в стране и вторым по численности населения в Африке после Каира. Ибадан занимает девятое место среди самых быстрорастущих городов на африканском континенте по данным исследовательской программы ООН по населенным пунктам (2022). Он также занимает третье место в Западной Африке по индексу технологических стартапов. Ибадан присоединился к Глобальной сети обучающихся городов ЮНЕСКО в 2016 году.
Третий по населению город страны после Лагоса и Кано.
Население — более 2,5 млн жителей (2006), в центральной части города — 1,3 млн. Большинство населения составляет народ йоруба.
Ибаданский университет, аэропорт Ибадана.

## Этимология
Основан в 1829 году; название по расположению вблизи границы тропических лесов и саванны: на йоруба «Эба-Одан» — «около саванны». По другой версии, название города связано с проникновением ислама — на арабском عبادة (ибада) — «служение (Богу), богослужение».

## Климат
| Показатель                    | Янв. | Фев. | Март | Апр. | Май  | Июнь | Июль | Авг. | Сен. | Окт. | Нояб. | Дек. | Год  |
| ----------------------------- | ---- | ---- | ---- | ---- | ---- | ---- | ---- | ---- | ---- | ---- | ----- | ---- | ---- |
| Средний суточный максимум, °C | 33   | 34   | 34   | 33   | 32   | 29   | 28   | 27   | 29   | 30   | 32    | 33   | 31,1 |
| Средняя температура, °C       | 26,8 | 27,8 | 28,5 | 28   | 26,8 | 25,7 | 24,5 | 24,4 | 25,2 | 25,7 | 26,5  | 26,5 | 26,4 |
| Средний суточный минимум, °C  | 21   | 22   | 23   | 23   | 22   | 22   | 21   | 21   | 22   | 22   | 22    | 21   | 21,7 |
| Норма осадков, мм             | 4    | 23   | 83   | 150  | 156  | 182  | 173  | 147  | 183  | 179  | 29    | 7    | 1316 |
| Источник: ,                   |      |      |      |      |      |      |      |      |      |      |       |      |      |

## Экономика
Ибадан — столица штата Ойо, четвёртого по величине экономики штата в Нигерии и второй по величине экономики штата в Нигерии после штата Лагос, не связанной с добычей нефти. Благодаря своему стратегическому расположению на железнодорожной линии, соединяющей Лагос и Кано, город является крупным центром торговли маниокой, какао, хлопком, древесиной, каучуком и пальмовым маслом. В городе и его окрестностях расположены предприятия нескольких отраслей, таких как агропромышленный комплекс, текстильная промышленность, пищевая промышленность, здравоохранение и косметика, обработка табака и производство сигарет, кожевенное дело и изготовление мебели и т. д. В окрестностях города изобилие глины, каолина и аквамарина, и есть несколько ранчо крупного рогатого скота, молочная ферма, а также коммерческая бойня в Ибадане. Десятки банков и страховых компаний обслуживают миллионы жителей города.
Основные виды экономической деятельности, которыми занимается население Ибадана, включают сельское хозяйство, торговлю, занятость в государственных учреждениях, работу на фабриках, сектор услуг/третичное производство и т. д. Штаб-квартира Международного института тропического сельского хозяйства (IITA) имеет обширную базу для сельскохозяйственных исследований ключевых тропических культур, таких как бананы, кукуруза, маниока, соя, вигна и ямс. Согласно отчету, Ибадан является 3-м самым дешевым городом Нигерии для проживания[стиль].

## Известные уроженцы
- Хьюго Уивинг
- Шаде Аду

## Галерея

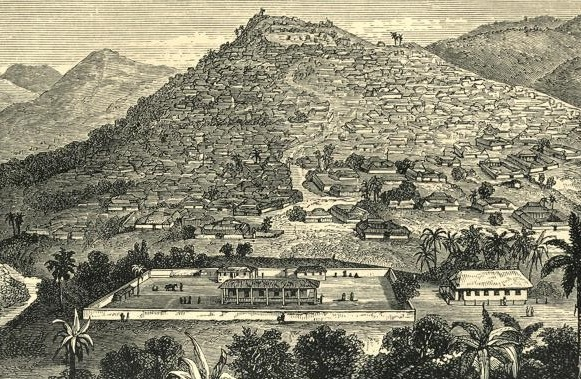
Церковь и миссия в Ибадане
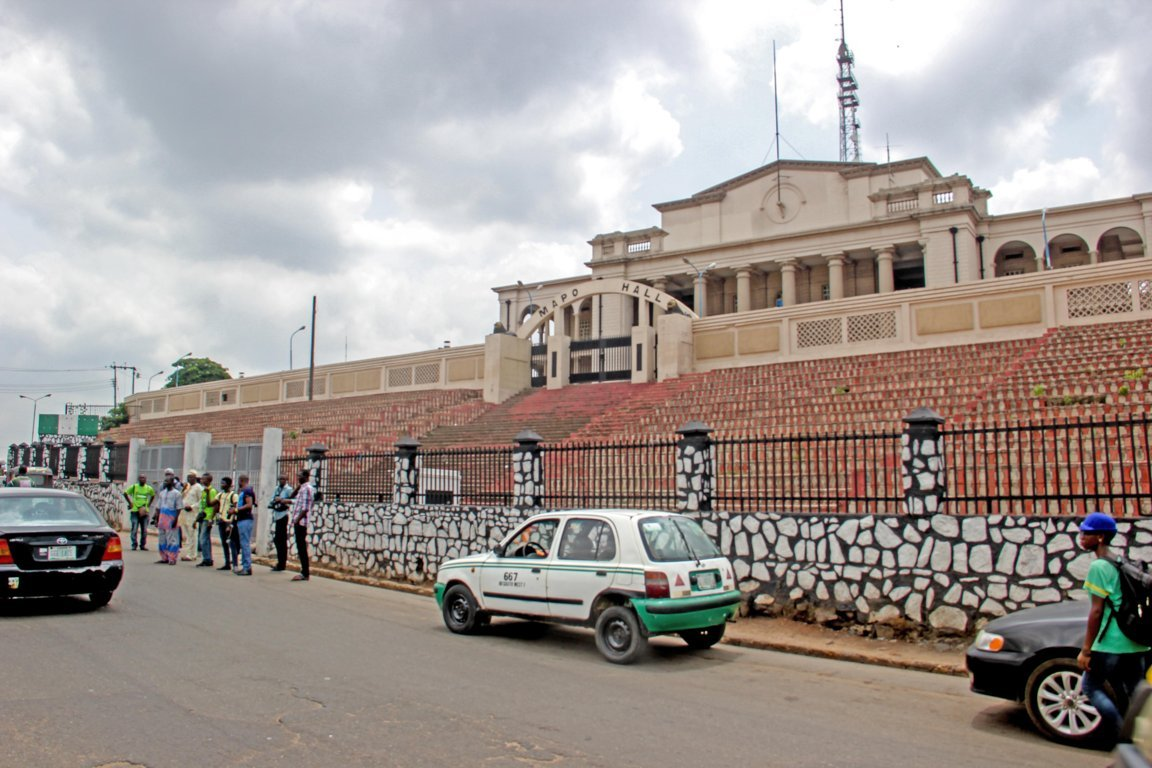
Вид спереди Мапо Холл, Ибадан
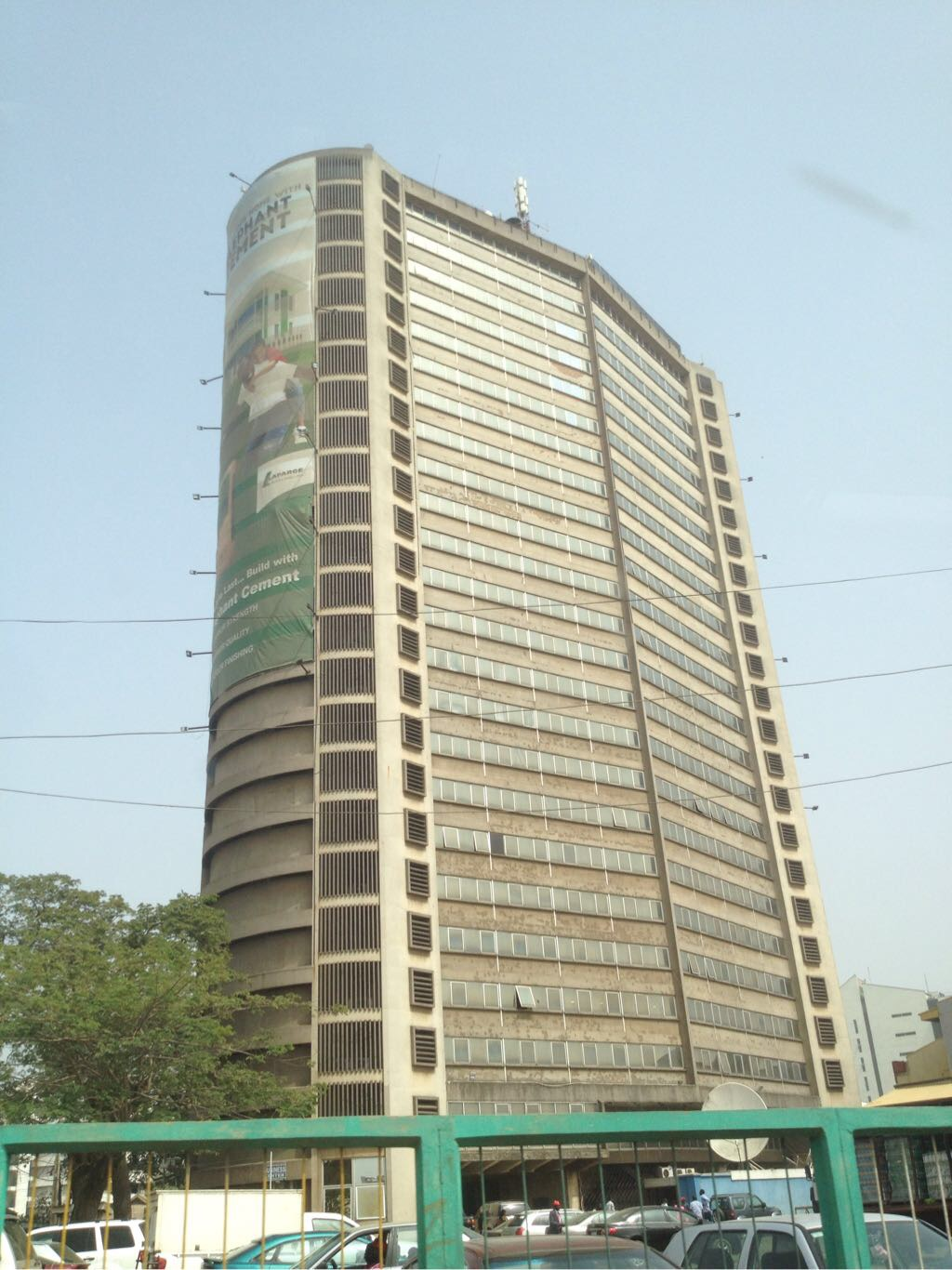
Какао Хаус, Ибадан
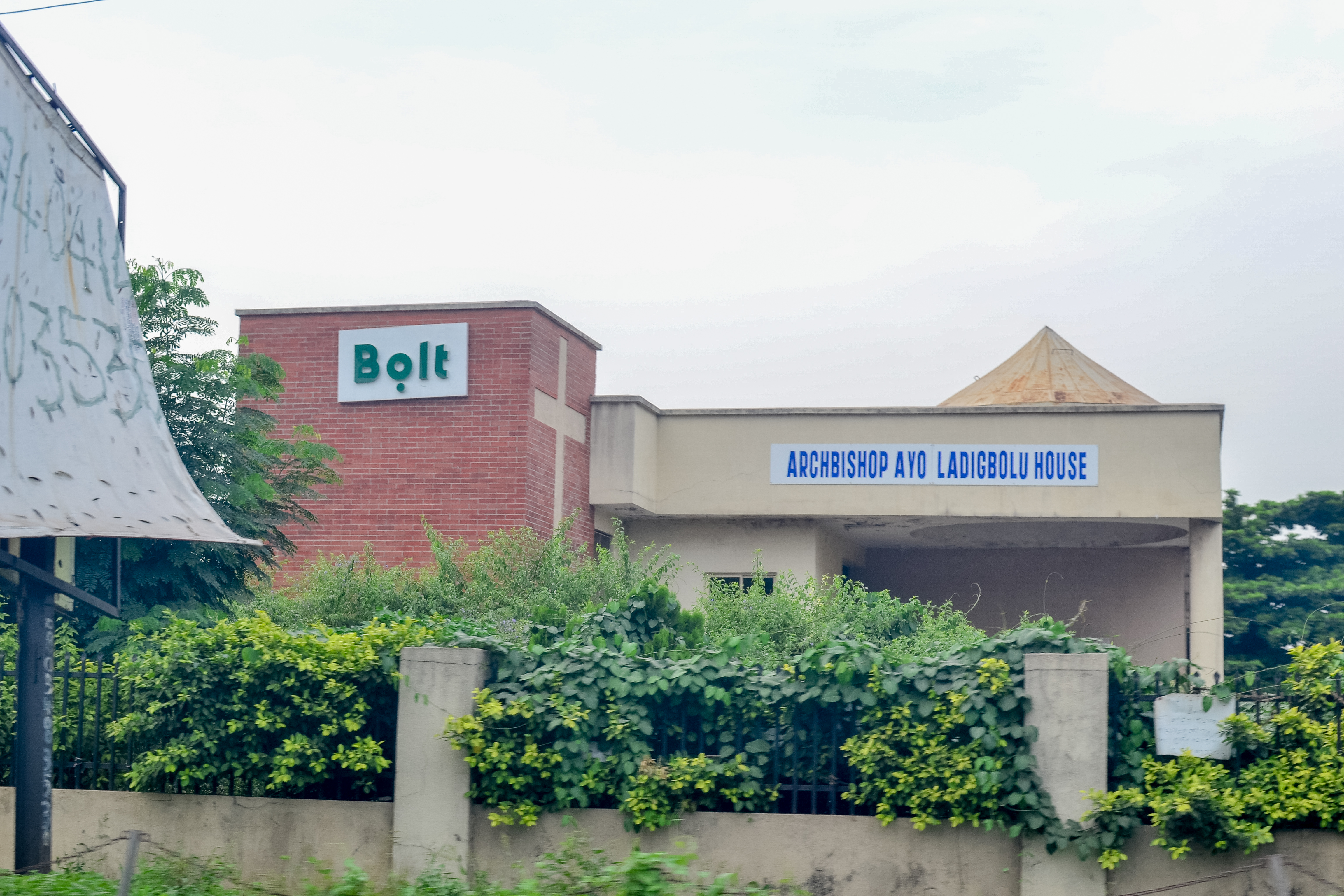
Дом архиепископа Айо Лидигболу
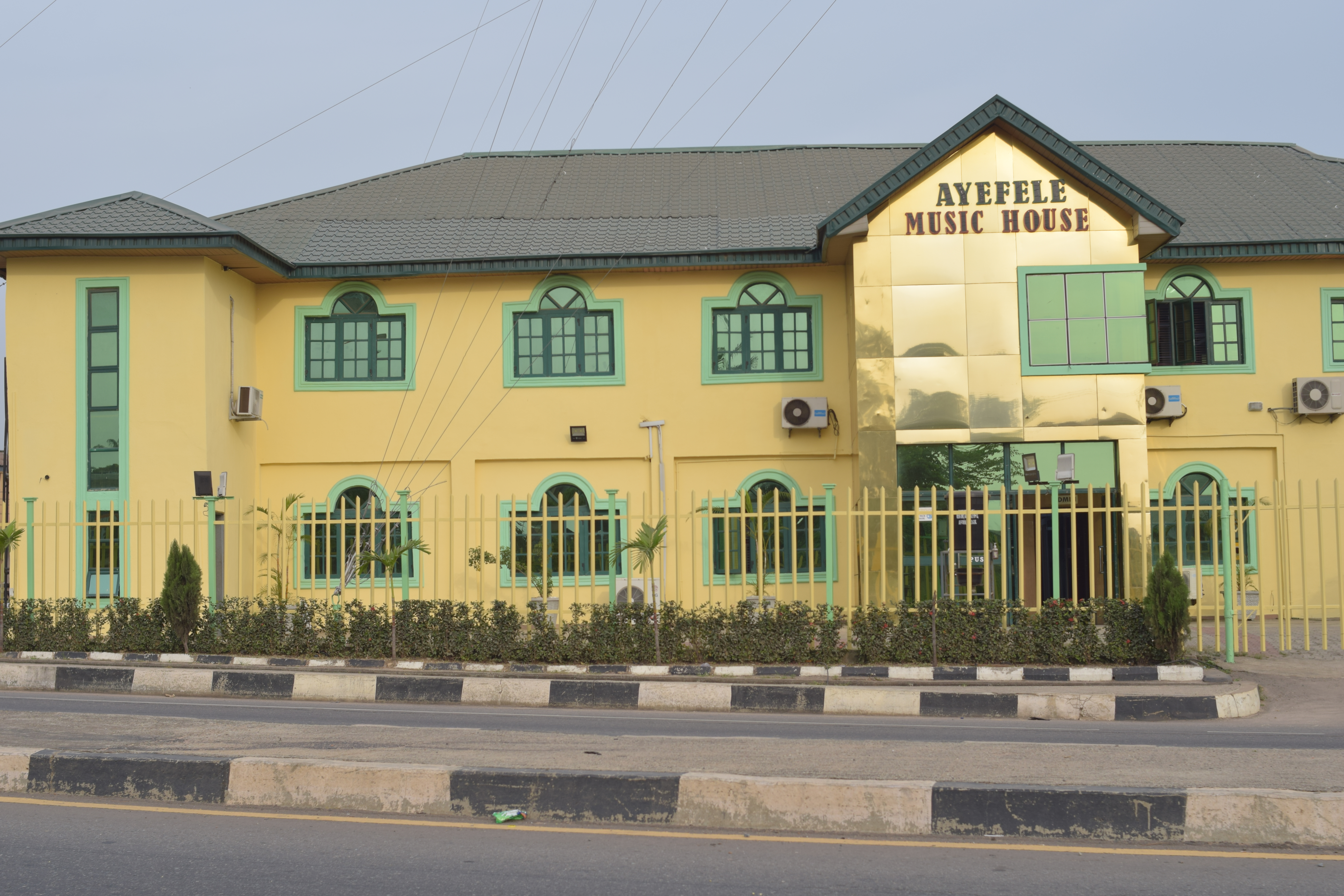
Музыкальный дом Эйефеле, Ибадан
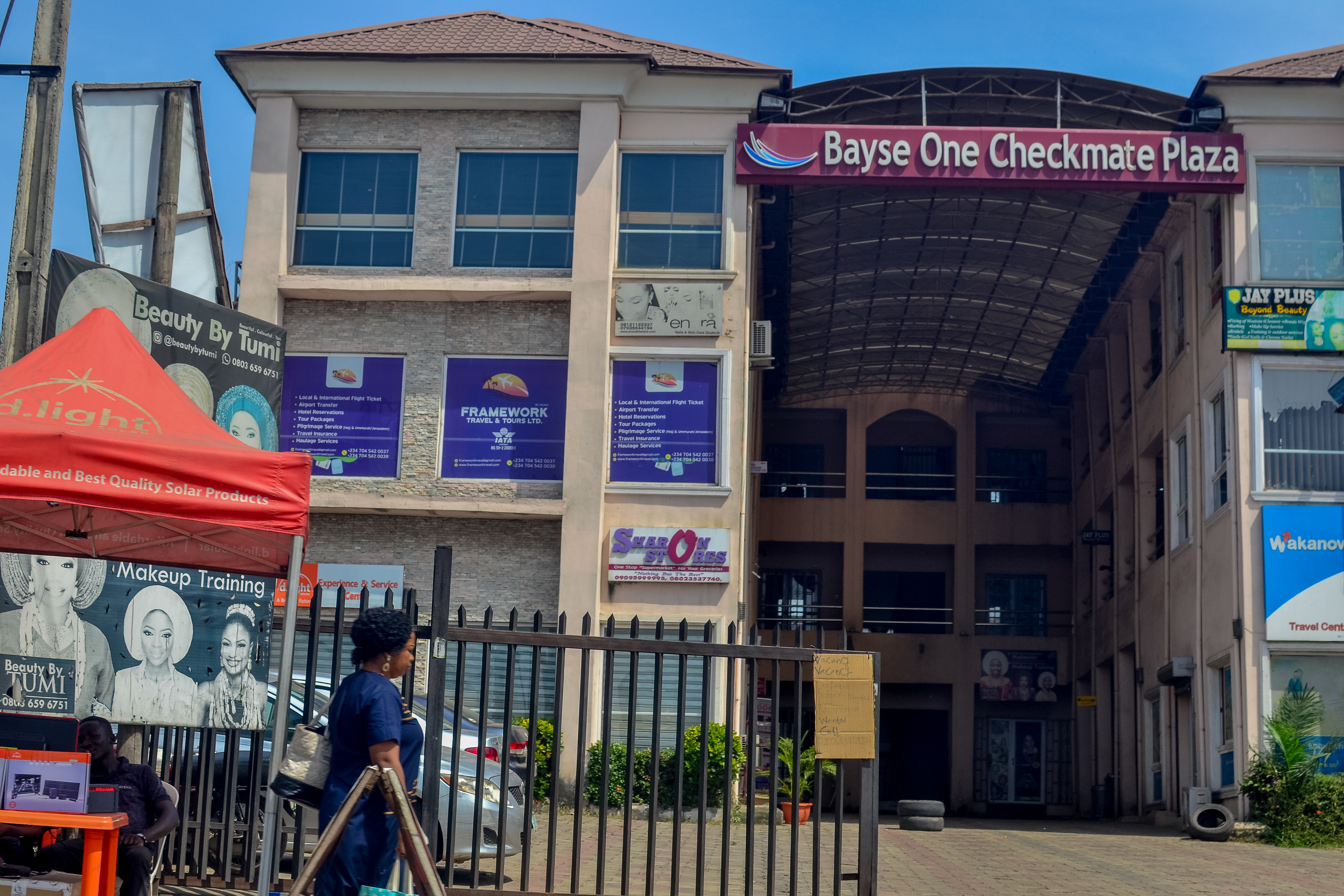
Чекмэйт Плаза, Ибадан
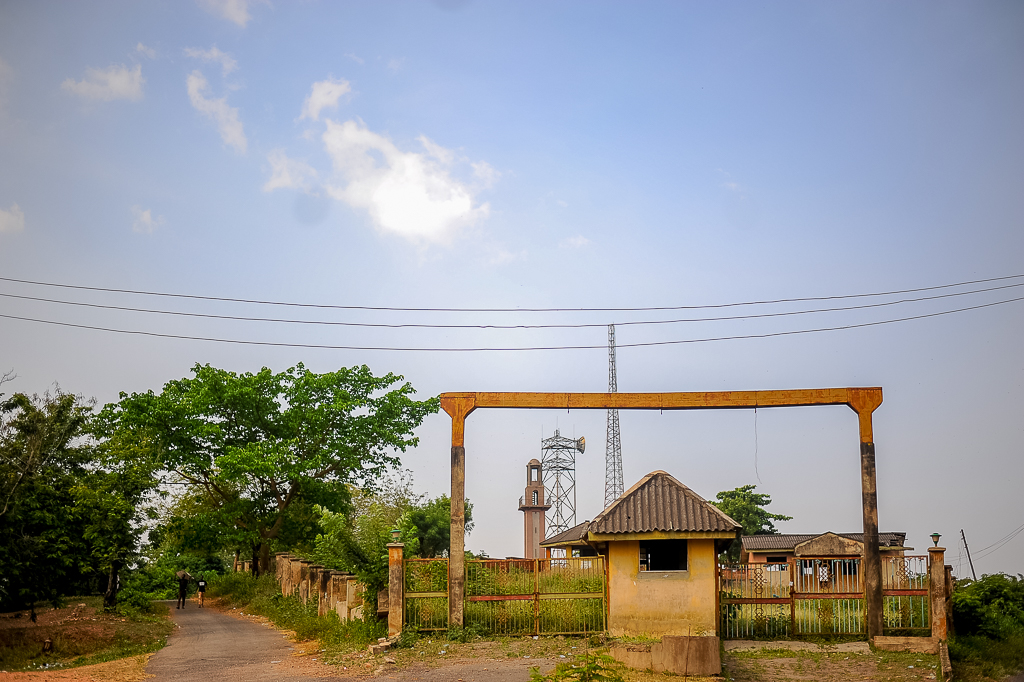
Ворота Башни Бауэр, Ибадан
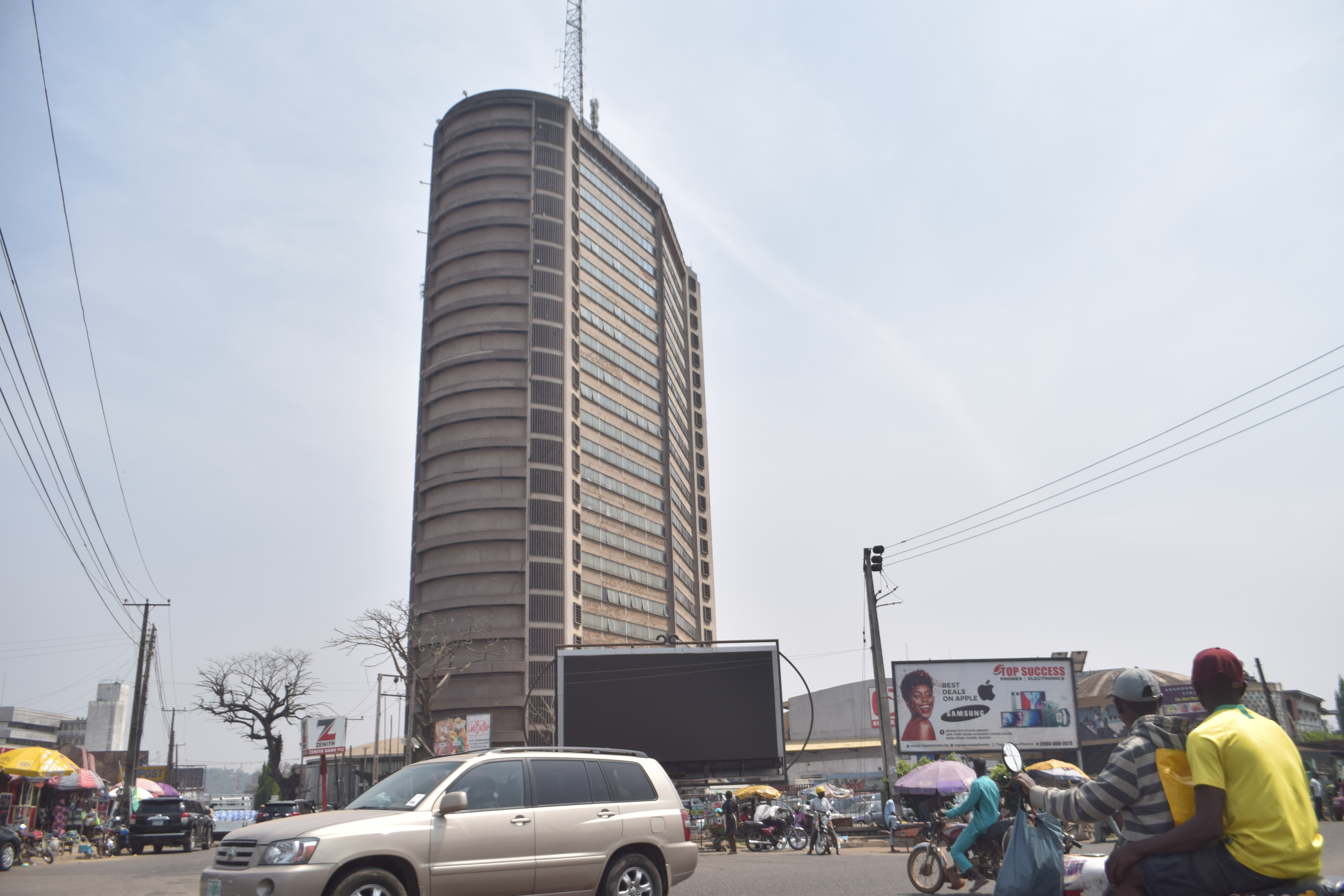
Какао-купол, Дупе Ибадан
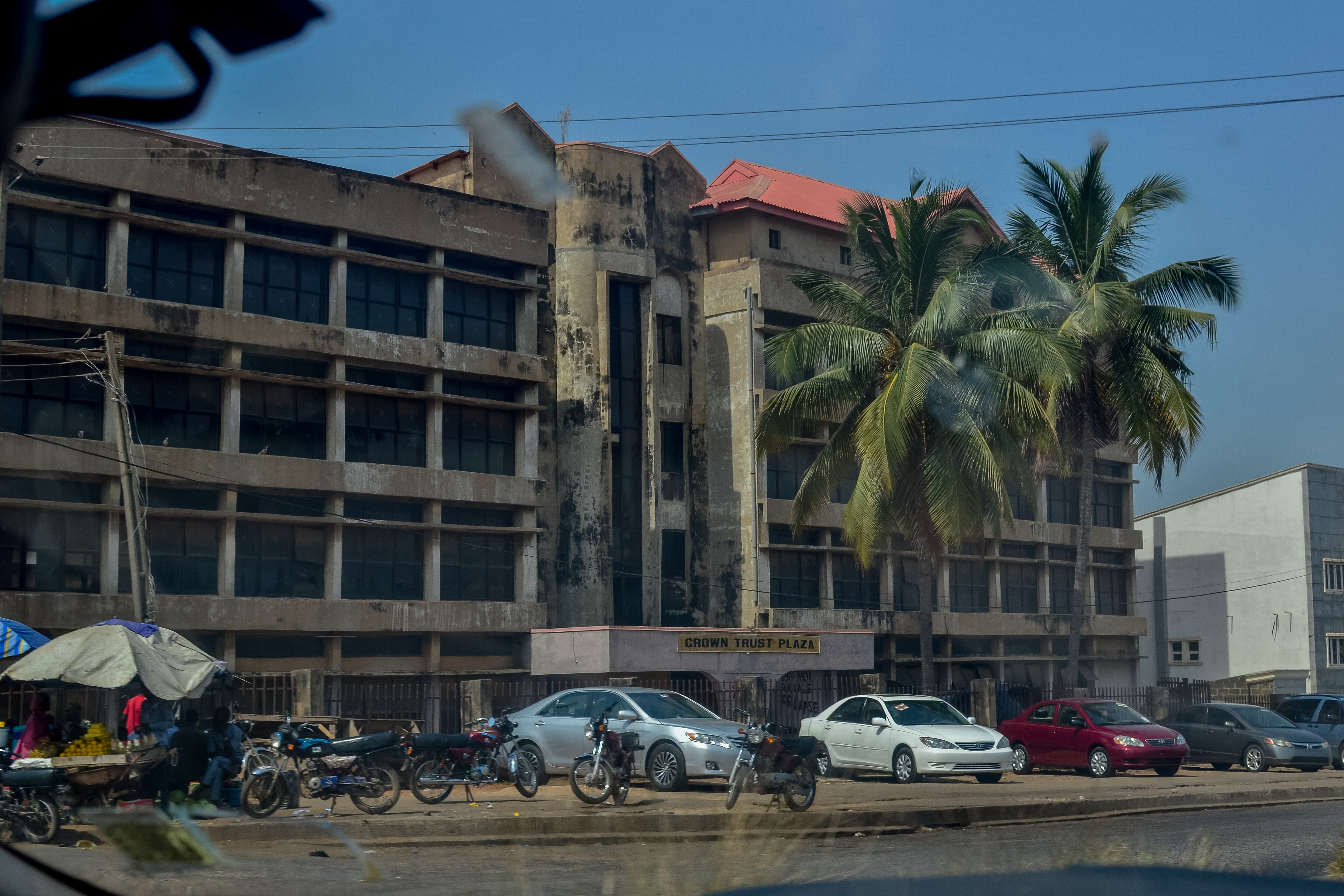
Кроун Траст Плаза
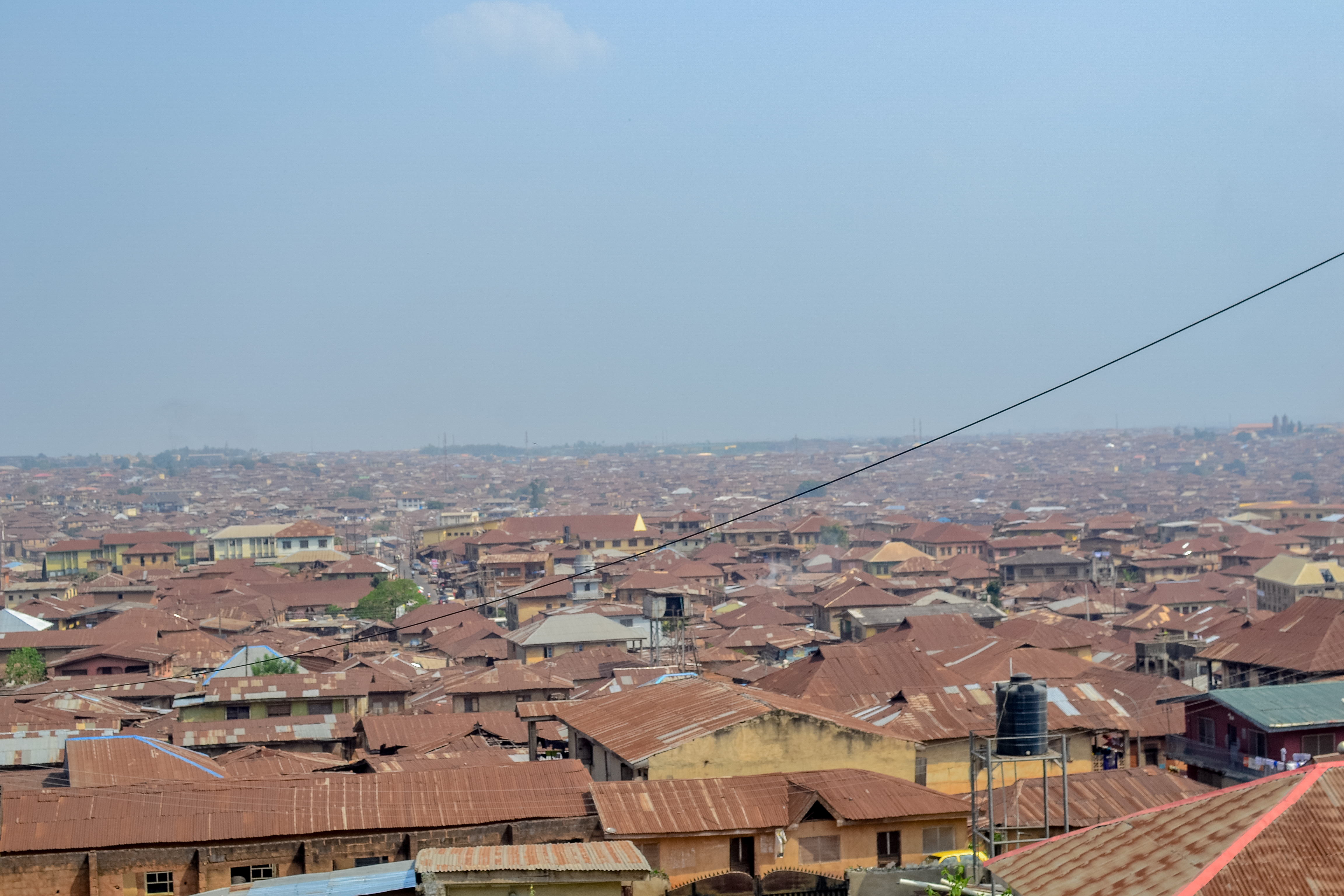
Ибаданские крыши
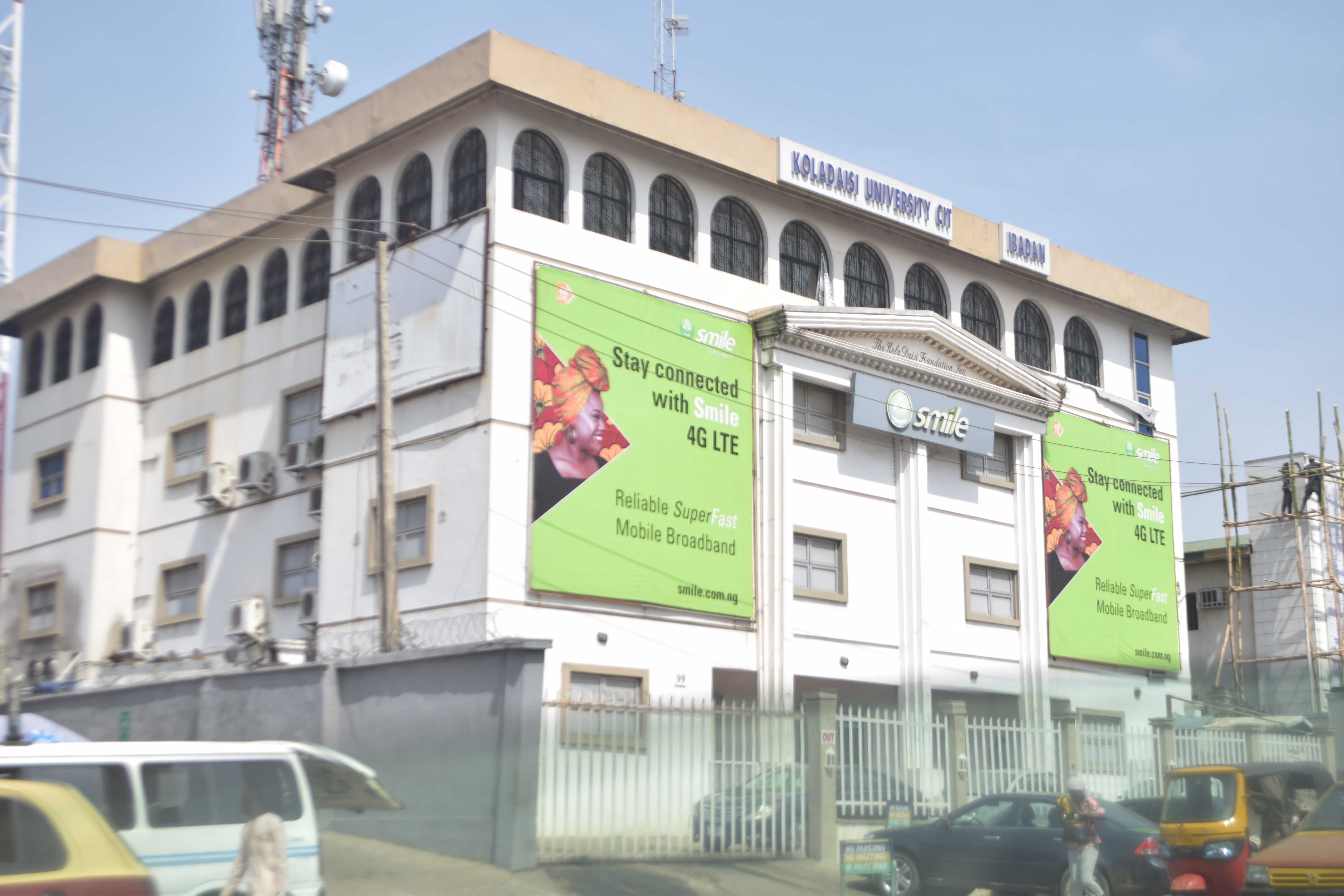
Университет Кола Даиси
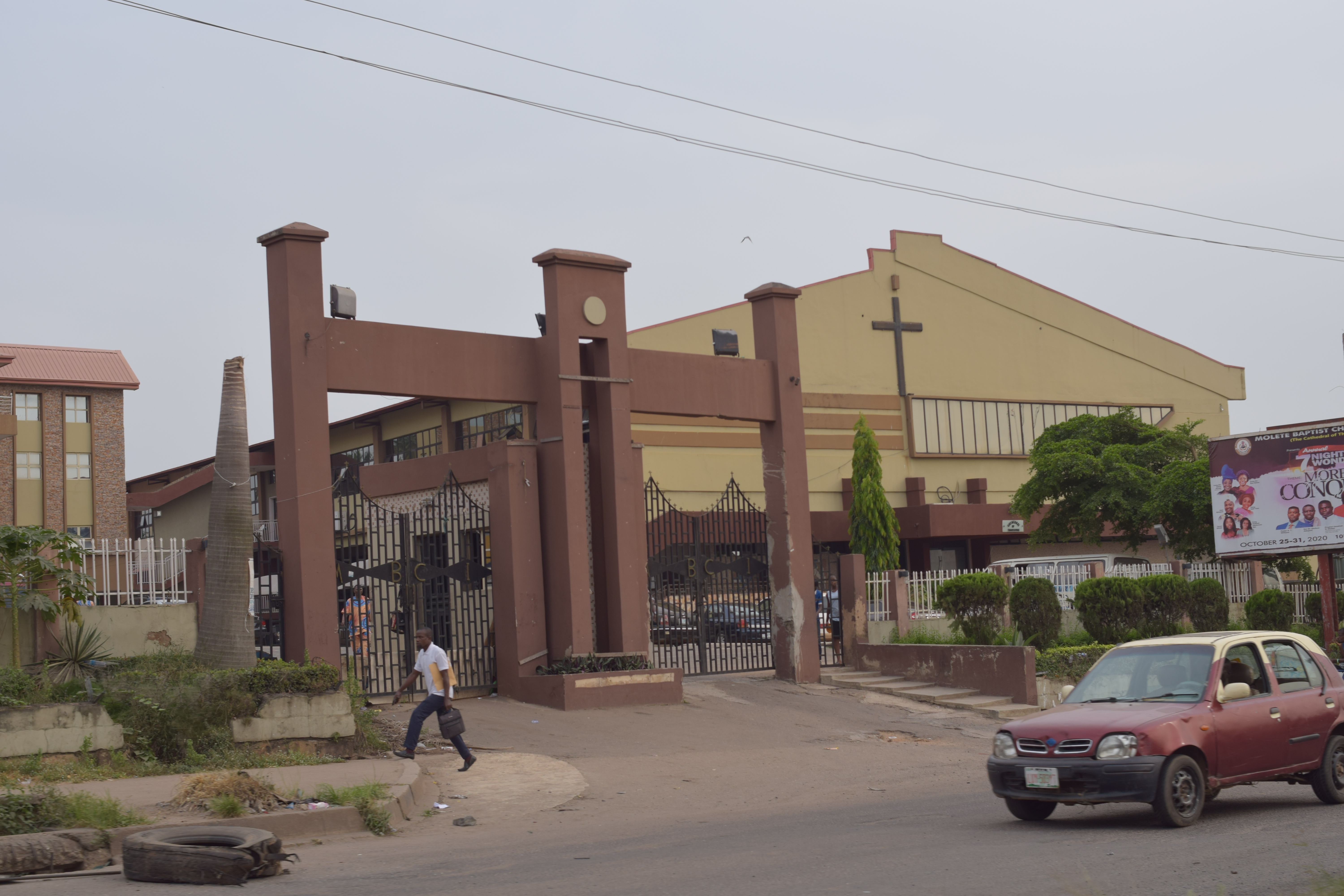
Баптистская церковь Молет, Челлендж Ибадан
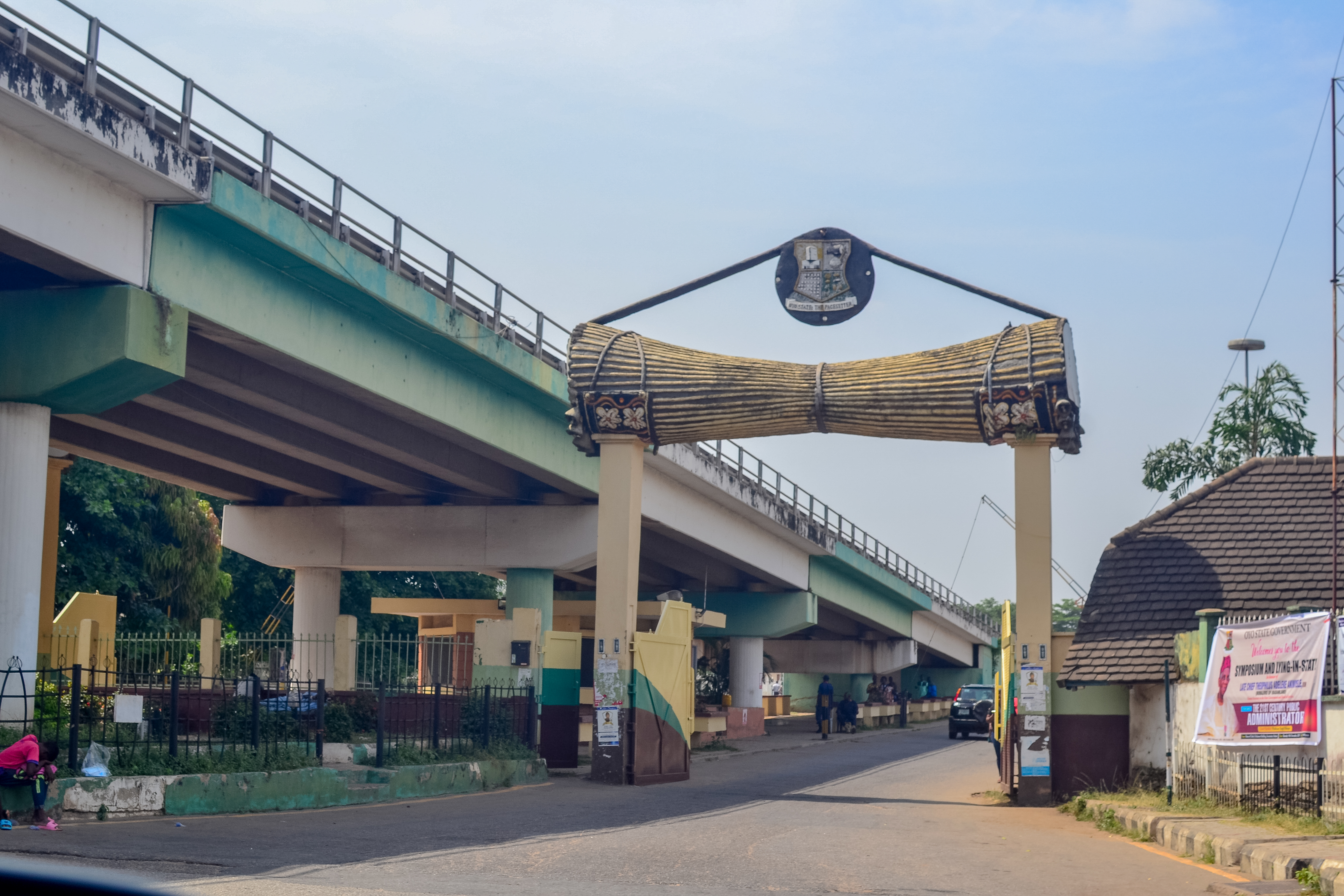
Ворота Дома правительства штата Ойо, Ибадан
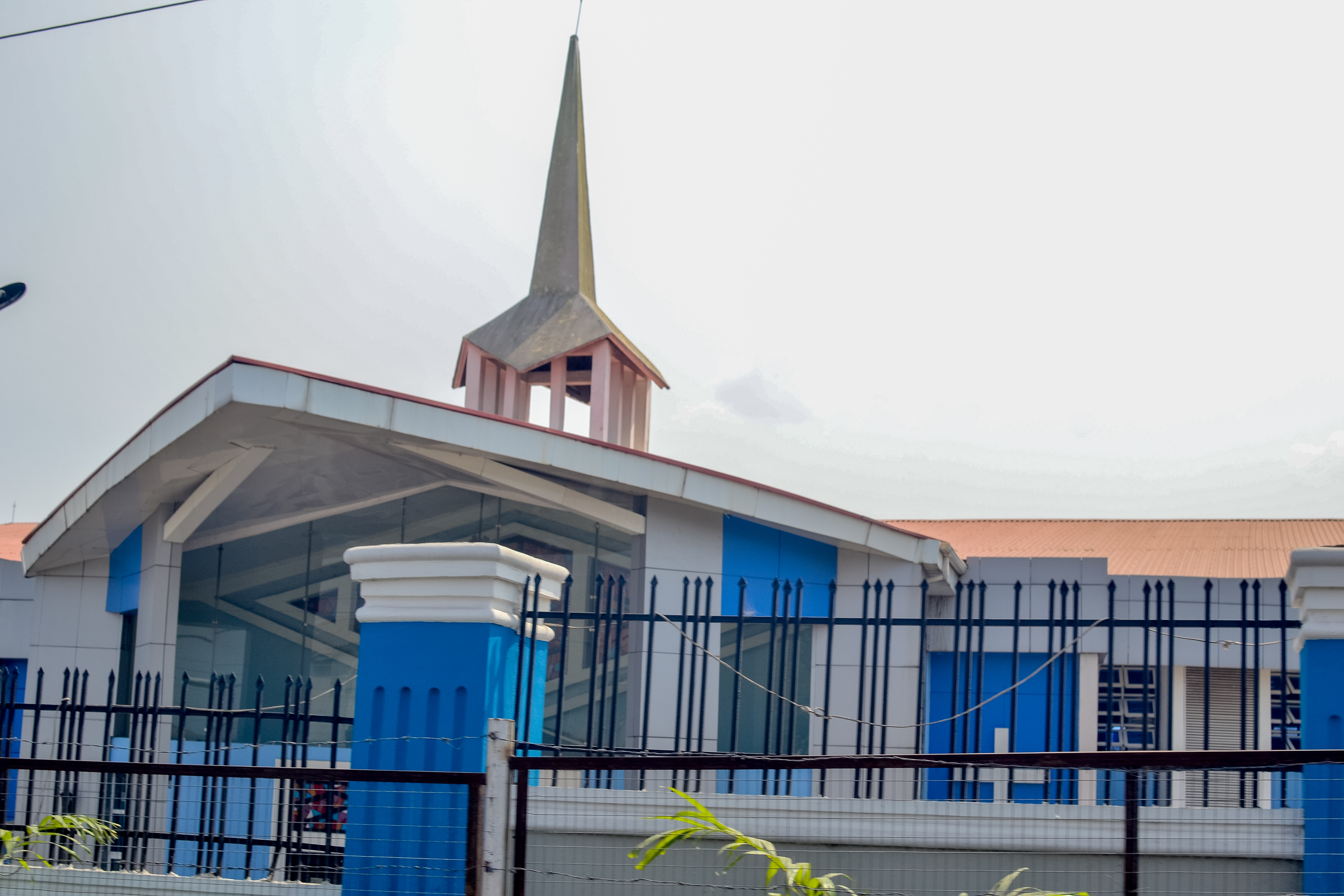
Пресвитерианская церковь